# ふたば書房
株式会社ふたば書房（ふたばしょぼう）は京都府京都市を拠点に、書店事業および雑貨事業を展開する日本の企業。
創業は1930年（昭和5年）の西陣店開業に遡り、老舗の書店チェーンとして知られる。また、系列会社に「株式会社ふたば書房出版局」がある。
なお、広島県の書店「フタバ図書」、東京都・駒込の「フタバ書店」との類縁関係はない。

## 沿革
1930年の創業に始まり、1960年（昭和35年）に「有限会社ふたば書房」設立。その後1997年（平成9年）8月、株式会社ふたば書房に改組。1993年（平成5年）には雑貨事業部を設立。以降「アンジェ」、「ノイシュタット」、「クロッシェ」など、生活用品・雑貨のセレクトショップを積極的に展開。
ムック『本屋へ行こう！！』の「都道府県別チェーン書店売上ランキング」では京都府の第2位（首位は大垣書店）となっている（2015年）。
2011年には、書籍事業と雑貨事業それぞれの強みを生かした、新業態の店舗を「FUTABA+」（フタバプラス）の名称で京都マルイに出店。隣接のスターバックスコーヒーと色調を合わせ、両店を併せて「ブック＆カフェ」とし、他にも、館内全フロアに書籍のミニコーナーを設置するなど話題を集めた。好評を得て、2015年4月には神戸マルイにも出店。現在は神戸市のプリコ垂水西館の一店を展開中。
また、絵本専門士の資格を有する社長は、Ｘ（旧Twitter）フォロワーが4000名以上おり、KBS京都ラジオ「笑福亭晃瓶のほっかほかラジオ」にも書籍紹介で定期出演する等、積極的に情報発信している。
2021年、作家の今村翔吾が大阪府箕面市にある書店「きのしたブックセンター」の経営を引き継いだ際には、フランチャイズの形式で実務面の支援を行った。
2023年、話題を集めた宮島未奈の小説『成瀬は天下を取りにいく』（新潮社）は、閉店を目前にした百貨店・西武大津店が舞台となっているが、出店していた「ふたば書房・西武大津店」も実名で登場している。
2024年、「書店主導の出版流通改革」を目指すブックセラーズ&カンパニーとの取引に参画することが発表された。

## 店舗

### ふたば書房（県別）
- 滋賀県：野洲店（野洲市・アルプラザ野洲）、南草津店（草津市・フェリエ南草津）[注釈 2]。
- 京都府：ゼスト御池店（中京区）、京都駅八条口店（下京区・近鉄名店街みやこみち）、山科駅前店（山科区・ビエラ山科）、紫野店（北区）、洛西店（西京区・ラクセーヌ）、大丸京都店（下京区）、絵本カフェMėbaė（北区）。
- 大阪府：茨木店（茨木市・イオンタウン茨木太田）、光明池店（堺市南区・サンピア）。
- 兵庫県：FUTABA+ プリコ垂水店（神戸市垂水区）。

以上、2025年1月時点。

### アンジェなど（店名別）
- アンジェ（ANGERS）：河原町本店（京都市中京区）。
- アンジェ・ラヴィサント（ANGERS ravissant ）：梅田店（大阪市北区）、大丸京都店（京都市下京区）、ららぽーとEXPOCITY店（大阪府吹田市）、ららぽーと門真店（大阪府門真市）、神田スクエア（KANDA SQUARE）店（東京都千代田区）。
- アンジェ・ビュロー（ANGERS bureau）：ecute上野店（東京都台東区JR上野駅）、KITTE丸の内店（東京都千代田区）。
- アンジェ・ボン・ルパス（ANGERS bon repas）：烏丸店（京都市中京区）、グランツリー武蔵小杉店（川崎市中原区）。
- ノイシュタット・ブリューダー（Neustadt brüder）：グランスタ店（東京都千代田区・JR東京駅）。
- グリンストア（GRiN store）：大日店（大阪府守口市・イオンモール大日）、伊丹店（兵庫県伊丹市・イオンモール伊丹）、名古屋店（名古屋市東区イオンモールナゴヤドーム前）。

以上、2023年9月時点。